# مهر ستراکیان
مهر داویتی ستراکیان (ارمنی: Մհեր Դավիթի Սեդրակյան؛ زادهٔ ۸ ژوئن ۱۹۵۱) یک سیاستمدار اهل ارمنستان است که از تاریخ ۱۹۹۵ تا تاریخ ۱۹۹۹ سمت نمایندگی دوره اول مجلس ملی جمهوری ارمنستان را برعهده داشت.

## زندگی‌نامه
در ۸ ژوئن ۱۹۵۱ در ایروان به دنیا آمد و از انستیتو دولتی فرهنگ سلامت و ورزش پرورش اندام ارمنستان فارغ‌التحصیل شد. 